# Grand (muziekalbum)
Grand is het tweede studioalbum van de Belgische rockband Monza. Het werd in 2005 uitgebracht.

## Achtergrond
Na het album Van God Los (2001) veranderde Monza van bezetting. Onder meer drummer Mario Goossens en toetsenist David Poltrock besloten de groep te verlaten. De opvallendste nieuwkomer was Luc Weytjens, die naast toetsenist van de band ook producent van het album Grand wordt.
In augustus 2003 stapte de vriendin van leadzanger Stijn Meuris uit het leven. Haar zelfdoding had een grote invloed op de teksten en muziek van het album.

## Nummers
1. Als Spraaktechniek Faalt / Swing Machinery – 1:29
2. Dood Aan Alle Meisjes – 4:18
3. Hulp Via India – 5:07
4. Een Soort Van Vrede – 3:02
5. Naar Men Zegt – 4:17
6. Rijkdom – 4:53
7. Vertrouwd Hart – 4:02
8. Alles Half – 5:41
9. We Noemen Dat Een Mooie Dag – 3:48
10. Fantoompijn – 4:27
11. Als Techniek Faalt – 6:48
12. Shangri-La – 4:19

## Medewerkers
Monza
- Stijn Meuris – zang
- Jan Van Sichem jr. – gitaar
- Bart Delacourt – basgitaar
- Dirk Loots – drum
- Luc Weytjens – toetsen

Overige
- Luc Weytjens – producent, geluidsmix
- Howie Weinberg – mastering
- Liesbeth De Wael – backing vocals